# Brachodes lucida
Brachodes lucida is een vlindersoort uit de familie Brachodidae. De wetenschappelijke naam is voor het eerst geldig gepubliceerd in 1853 door Julius Lederer.
De soort komt voor in Europa.